# Frontières de la Namibie

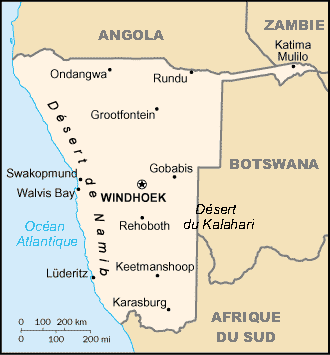
Carte de la Namibie, mettant en évidence ses frontières terrestres avec les pays voisins.

Cet article recense les frontières de la Namibie.

## Frontières

### Frontières terrestres
La Namibie partage des frontières terrestres avec ses 4 pays voisins : l'Afrique du Sud, l'Angola, le Botswana et la Zambie, pour un total de 3 936 km.

### Récapitulatif
Le tableau suivant récapitule l'ensemble des frontières de la Namibie :
| Pays           | Frontière terrestre (km) | Notes |
| -------------- | ------------------------ | ----- |
| Afrique du Sud | 967                      |       |
| Angola         | 1376                     |       |
| Botswana       | 1360                     |       |
| Zambie         | 233                      |       |
| Total          | 3 936                    |       |